# 2016年唐納·川普競選美國總統
唐納·川普是一名商人、电视名人，2016年美國總統選舉的共和黨總統候选人。2016年5月3日，川普在党内初选中赢得足够的多数代表票，促使主要對手中止競選活動，使其获得共和黨的总统提名。
川普的立场反对主要來自墨西哥的非法移民、反對北美自由贸易協定、支持對伊斯蘭國的军事打擊，給他带来了很多白人蓝领階層的支持。在民意调查中，川普成为了共和党的領頭羊。
他的很多言论引起了其他候选人、媒体、及他的商业伙伴的争议。某些国家的领袖表达了对他当选总统的担忧。他的竞选活动被很多媒体进行了全覆盖的报道，因此省卻常用的大型竞选捐款和政治行动委员会（Super PAC）的籌款形式，自行筹集竞选资金，也就因此批评了很多組建政治行動委員會籌款的政治人物，因為這些政治行動委員會獲不少金主支持，批評這些政治人物的取態受金主影響。  
他針对政治正確言論的批评，成为了他竞选的主要主题，这也是他獲得支持者認同的主要原因。川普最极端的、最广泛报道的声明是他針对非法移民和边境安全的看法：他要驱逐所有非法移民，在美墨邊界建立边界墙，对外國穆斯林进入美国进行临时禁制。他稱从墨西哥边境进入美国的非法移民为美國带来犯罪问题。
川普的竞选集会都有大量群众参与，同时引起了公众的争议。有些事件就是針对川普，在芝加哥，川普的反对者破坏了川普支持者參與的一次集会。川普说他想打那些反对者来保护他的集会，但是他并不希望用武力制服反对者。川普反对目前对被指控诽谤的记者的广泛保护。
在5月3日，共和黨全國委員會主席赖因斯·普里巴斯在泰德·克鲁兹退出选举后，宣布唐納·川普为准總統候选人。7月21日，唐納·川普正式獲得共和黨的總統提名。
2016年11月9日，他在美國選舉人團的統計取得超過270張，贏得美國總統選舉。最終在2016年11月9日的選舉人投票中取得304張選舉人票，擊敗取得227票的民主黨候選人希拉蕊·柯林頓。特朗普獲國會主持確認選舉人票後，在2017年1月20日正式宣誓成為第45任美國總統。

## 背景
自從共和党的老布希勝出1988年美國總統選舉後，唐納·川普已開始關注往後每次的美國總統大選，川普在1988年亦曾參加共和黨提名老布希的全國黨代表大會。
1999年10月，川普成為了改革黨的參選人之一。但是，他最後在2000年2月14日退出競選。。
在2001年，川普加入民主黨。2004年與CNN的訪問中，他指出民主黨執政時期的經濟表現較共和黨好。2007年，川普曾支持希拉蕊·柯林頓競选總統，並捐獻了一大筆政治獻金給民主黨。。
2009年巴拉克·歐巴馬成為總統後，川普重新加入共和黨。
2011年初，美國總統的初選活動達到最高點。川普在此時，公開質疑時任總統巴拉克·奥巴马的出生地证明，而關於奥巴马的出生地在過去已有不少傳言及陰謀論提出，由於他在当時共和黨內民意調查中獲得了最高支持率，迫使時任总統奥巴马于同年4月27日正式公开他的出生证明书。然而，川普在2011年5月宣佈他將不會參与2012年美國總統選舉。他其後支持共和党的參选人米特·羅姆尼競选总統。
美國在巴拉克·歐巴馬總統任內，雖然總體上經濟復蘇，但社會上出現更嚴重的撕裂及深層次矛盾。美國亦牽涉多個國家的內戰或戰爭，包括美國自2001年進行的反恐戰爭、阿富汗戰爭、伊拉克內戰、伊斯蘭恐怖主義組織伊斯蘭國、敘利亞內戰、利比亞內戰、也門內戰、烏克蘭內戰及克里米亞危機等，美國都深入其中。此外，2008年以來，金融海嘯及經濟結構轉型導致白人藍領的高失業率、與中國崛起導致中國在南海、東海的軍事擴張，加上朝鮮核問題等，美國遭遇國際形勢改變的強大挑戰。

## 過程

### 公告

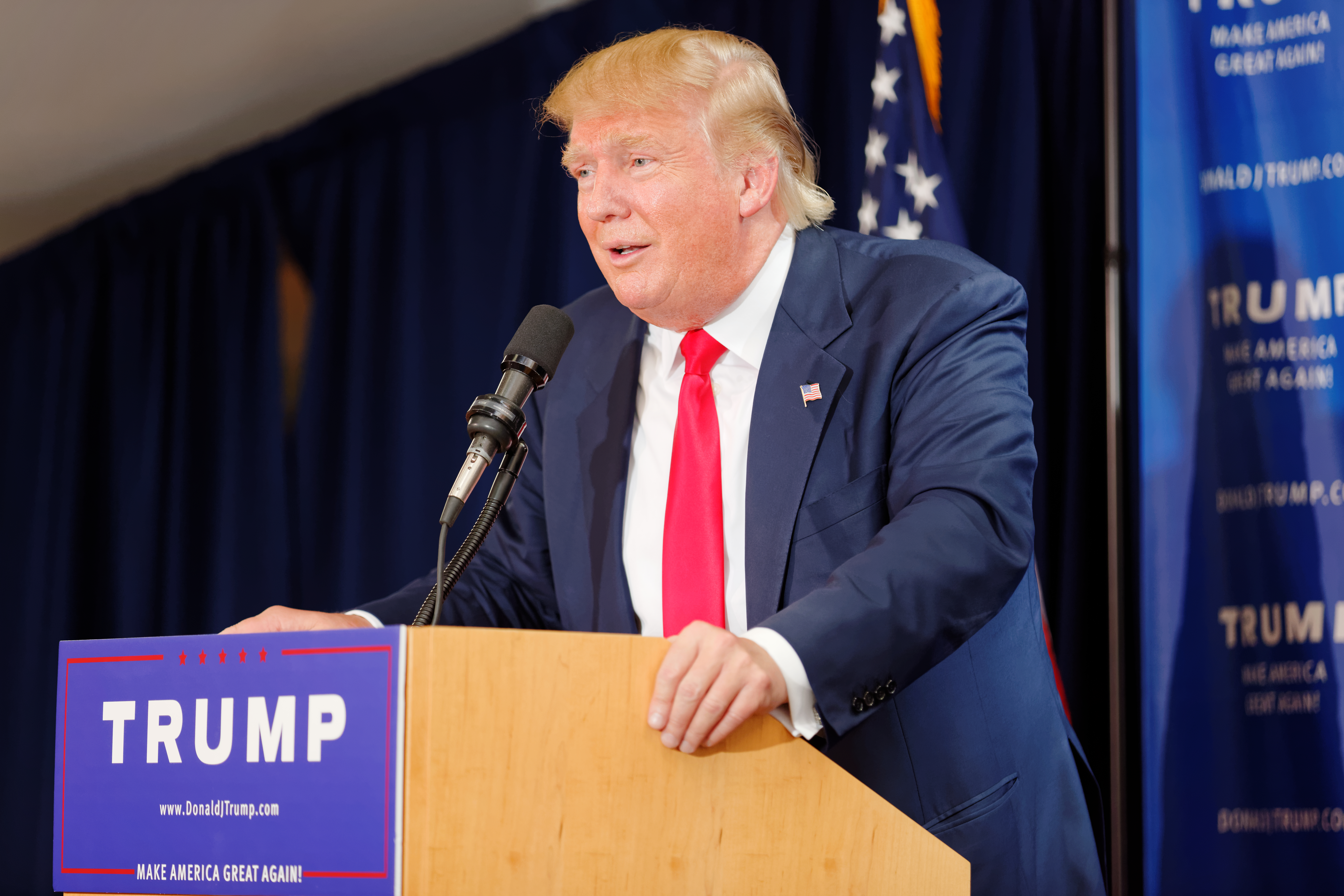
2015年7月16日，特朗普在新罕布什尔州的一次早期競選活動

2015年6月16日，特朗普正式宣布了他將成為總統的參選人，並參與2016年美國總統選舉的共和黨初選提名。他在紐約市特朗普大廈的一場競選集會時他發表了他的聲明 。特朗普說：「我們將使國家再次偉大」，並且他也承諾他將是「上帝所創造有史以來最偉大的總統」。在他45分鐘的首次參選總統的公開競選演說，主要包含承諾恢復"美國夢 ... 比以前更大、與更好、與更強"，期間曾指來自墨西哥的非法移民是「罪犯、毒販、強姦犯」。

### 2016年
2016年8月，法廣有文章表示「舆论普遍认为，特朗普大势已去」，「特朗普民意支持率大幅下滑」，「民意已难以逆转」。2016年10月21日，有媒體稱「不少共和党人私下里承认大势已去，他们说拯救特朗普日益低迷的选情为时已晚，希拉里将会获得压倒性的胜利」。

## 選舉過程的爭議言論

### 外交政策爭議

#### 遣返非法移民及興建邊境圍牆

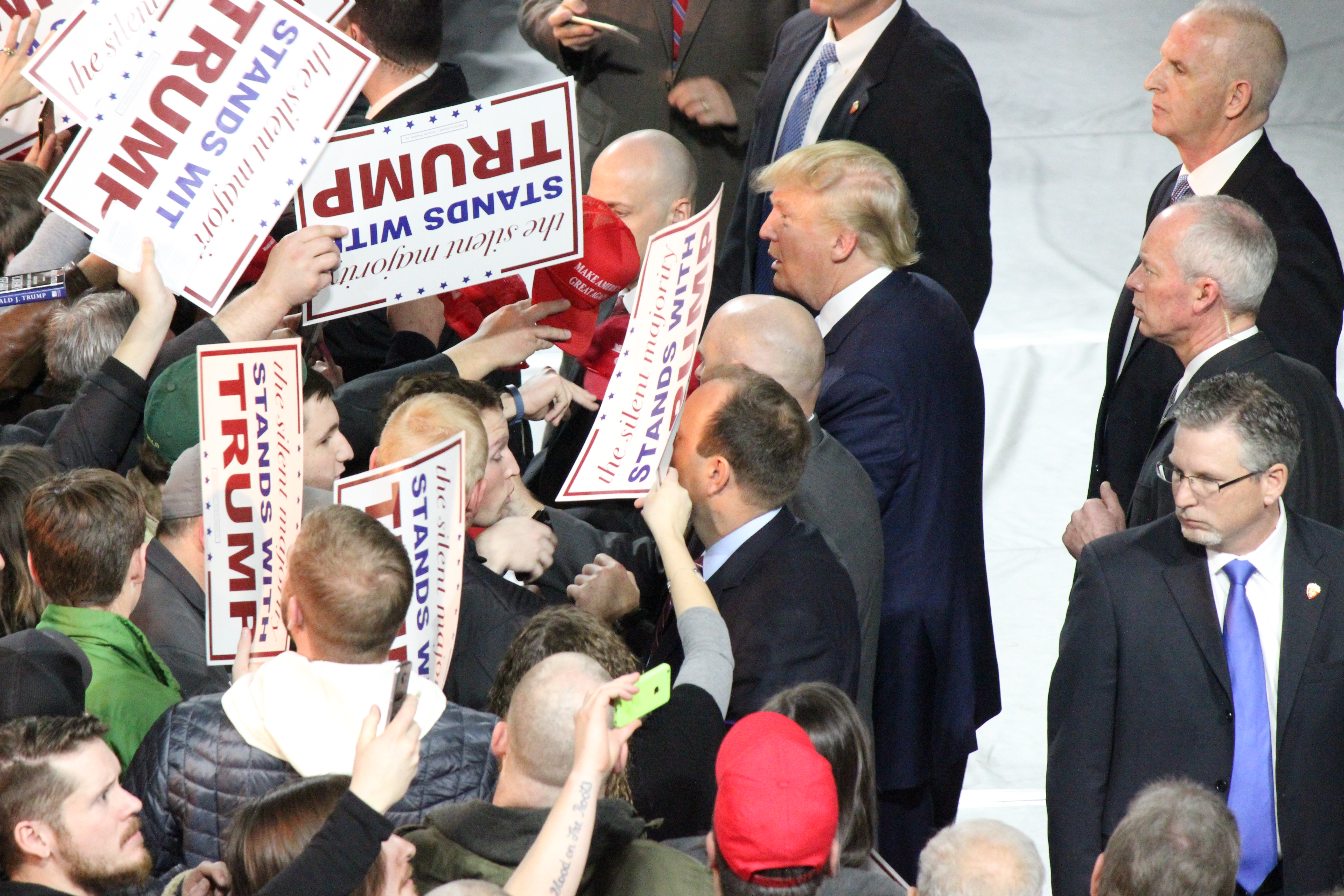
2016年1月，特朗普和支持者參加在馬斯卡廷的集會

川普反對大量主要來自墨西哥的非法移民湧入美國。另一方面，川普「支持高技術合法移民留在美國」。在宣布參選總統時，他指責墨西哥非法移民是「強暴犯」，指控墨西哥非法移民帶來毒品和犯罪問題，稱墨西哥非法移美人士多為犯罪者，因而遭到墨西哥及拉丁美洲移民的譴責。
川普表示，如果自己當選總統，將擴大規模遣返、聲稱將會取消非法移民孩子的「出生公民權」（美國及加拿大擁有「出生公民權」，即父或母均非公民但子女在該地出生）。按照他提出的政策，在美國出生的非法移民子女將和父母一起遭驅逐出境。除此之外，川普還要在美墨邊境修築高牆，阻止墨西哥偷渡客進入美國。川普在談及非法移民的子女時指出：「他們也是無證移民。」
川普宣稱，如果他當選總統要在美國與墨西哥邊境修建防護牆。其目的是防止墨西哥人非法偷渡。並且要求墨西哥付出修牆的費用。

#### 反對自由貿易
川普也針對中美的貿易不對等關係大加抨擊，痛批中國正在用商業手段「扼殺美國」，指責中國偷走美國的就業機會，並很有信心表示自己是個很強的談判者，會在跟北京當局談的時候，「擊敗他」。他也批評北美自由貿易協定，認為墨西哥的工人搶去大量美國的藍領工人就業機會。

#### 反對伊朗核子協議
2016年3月，川普在美國-以色列政治行動委員會稱，當選後將要撕毀伊朗核子協議，以表達對以色列的堅定支持，但是他之後卻被部分美籍猶太人抵制，因為他的言論已造成煽動仇恨、鼓勵歧視的爭議，因為下文的3K黨也是反猶太的團體，且他們認為川普的言論還受到白人至上主義者的支持。而他們也對於前文或下文被批評的對象感到同情。
同時伊朗核子協議也為國際原子能總署所力挺並至目前沒有違約現象。

#### 主張與俄羅斯交好
川普主張當選後，曾表達願意將美俄關係正常化，或承認克里米亞是俄羅斯的一部分，但這個說法引來歐盟及烏克蘭的反對，認為此舉會把對俄羅斯的制裁亂掉。

### 涉及美國國內政策

#### 提倡暫時禁止外國伊斯蘭教徒進入美國
2015年11月19日，共和黨總統參選人川普表示，他將要求美國設立穆斯林資料庫，強制住在美國的穆斯林登記，方便掌握他們的行蹤。
在2015年圣贝纳迪诺枪击案發生後，川普於2015年12月7日表示如果他當選總統，將暫時禁止外國穆斯林進入美國，直至更妥善的安全措施落實為止。川普援引一些「民調」，說那些數據證明「穆斯林人口有相當多數仇恨美國」。他說：「伊斯蘭律法授權殘暴行事，包括謀殺非信徒，砍頭，以及其他更不可思議的行動，這些行動對美國人構成威脅。」他說，「誰都一眼可見」所有穆斯林都恨美國，「我們不能任由我們的國家受害於那些只相信聖戰，沒有理性也不尊重生命的人」。
白宮副國家安全顧問羅茲說，川普的說法「完全和美國價值相反」，侵犯美國憲法第一條修正案的宗教自由。
特朗普引用美國在二次大戰時期，小羅斯福總統簽署行政命令，下令拘捕、限制和驅逐來自日本、德國和意大利的移民為例子支持自己的建議。
他後來澄清身為美國公民或在美國軍方服役的穆斯林不在此限，仍然可以進入美國。特朗普提議的措施是臨時性質，等到有了「更好的甄別方法」就可以終止。
特朗普的提議得到許多共和黨選民的支持，美國廣播公司新聞/華盛頓郵報進行的一項調查顯示有59%共和黨選民支持禁止外國穆斯林入境，以全國人口計則為36%選民支持禁止外國穆斯林入境。

#### 捲入白人至上的3K黨事件
2016年3月，三K黨前領袖杜克（David Duke）頻頻在各種場合表示對川普的支持，但是川普卻沒有即時和杜克劃清界線，表示「不清楚」及「不評論」他的言論。這種模稜的態度，讓這位候選人與三K黨的關係，顯得更加地撲朔迷離。杜克在2016年8月稱要角逐美國參議院，但共和黨表達不歡迎態度，與這名種族主義者劃清界限。

#### 反猶言論風波
2016年7月他在推特批評，民主黨對手希拉蕊·柯林頓是「歷來最貪污的參選人！」，但是他用百元美鈔為底，並放上象徵猶太人的大衛之星而招致撻伐，他不僅被批評在反猶，還被與希特勒、墨索里尼相提並論。

### 其他不當言論

#### 對女性的言論爭議
2015年8月，在霍士新聞頻道舉行的首次共和黨總統初選電視辯論中，暗指對他尖銳提問的女主播月經來潮，貶抑女性可能造成的傷害令共和黨人焦慮不已。川普過去多次在推特貼文侮辱女性，福斯新聞當家女主播凱利（Megyn Kelly）上周四在辯論會中質問他，這種男人是否適合參選總統，雙方唇槍舌劍，也讓辯論會吸引2400萬觀眾，打破美國非體育類有線電視節目最高收視率。翌日川普受訪問時稱對凱利「不怎麼尊敬」，「你可以看到血從她眼睛、從她身上其他地方流出」，暗指凱利正值生理期，莫名其妙說法引起撻伐。此後他並無道歉，更一度杯葛凱利有份主持的共和黨總統初選電視辯論，但後來與她達成和解並出席其節目。
2016年10月7日，華盛頓郵報發佈了一支錄於2005年的影片，片中川普和比利·布希（小布希的堂弟，老布希為他的伯父）高談對女性極不尊重的言論。川普在片中說他會直接親吻女性、身為明星他可以對女性做任何事、甚至抓她們的「鮑魚」（pussy，指女陰），並說到他如何約一名已婚女性去買家具，以試圖和對方發展關係。川普公開為此道歉，然後隨即指控比爾·柯林頓在任總統期間曾經多次性侵女性，還邀請被害人說明，被害人還表達支持他，他指出柯林頓所做的比他所说的更為惡劣，包含陸文斯基醜聞。他的「道歉」影片造成各方的強烈批評，包括許多共和黨員，如共和黨全國委員會主席赖因斯·普里巴斯、特朗普的副總統參選人麥克·彭斯和參議員共和黨領袖密契·麥康諾等人都表示他們不同意川普的言論（但仍表示會繼續支持他競選總統），前總統參選人、參議員約翰·馬侃進一步表示不會投票給川普。共和黨全國委員會隨即取消對他的選舉支援，但繼續支持其競選。眾議院議長保羅·萊恩停止為川普拉票，選舉前一直沒有為他站台，但表明仍會投給川普。參議院中接近三分之一的共和黨員表示不會投給川普，但也有許多共和黨的議員仍然支持川普。有數十位共和黨議員要求川普退選，讓他的副總統參選人彭斯接手。這個「更衣室談話」也根本不是在更衣室，言論也直接引來運動員的批評，還說川普醜化更衣室的形象，並表明他們從來沒有聽過在男性更衣室有過與川普類似的言論。
2016年10月12日起，川普陸續被至少12名女性指控曾性騷女性，包含30多年前在飛機上性騷、2001年沒有通知就闖入美國小姐選拔賽的更衣室、2005年趁其妻不在強吻女記者等。對此川普全部反駁，指是民主黨候選人希拉蕊、親希拉蕊媒體和游說家所為及收買，是他們試圖要阻止他進入白宮的一個手段，並表示將会向他們提出誹謗指控及法律訴訟。

#### 多次用推特辱罵各種對象
而上述言論被紐約時報整理後，在2016年10月23日刊登兩大頁，顯示他用推特至少批評過282個特定的攻擊對象，包含希拉蕊·柯林頓、美國、英國掩飾國內穆斯林極端主義的問題、伊朗在背後搞一堆恐怖主義事情、沙烏地阿拉伯、共和黨重要人物及民主黨重要人士、批評梅克爾的歐洲移民危機政策會毀滅德國及歐洲，不只如此批評政治人物，還不乏批評奧運選手「不是好人」、演員揮高爾夫球桿「不夠運動風」等等。